# Chalid Scheich Mohammed

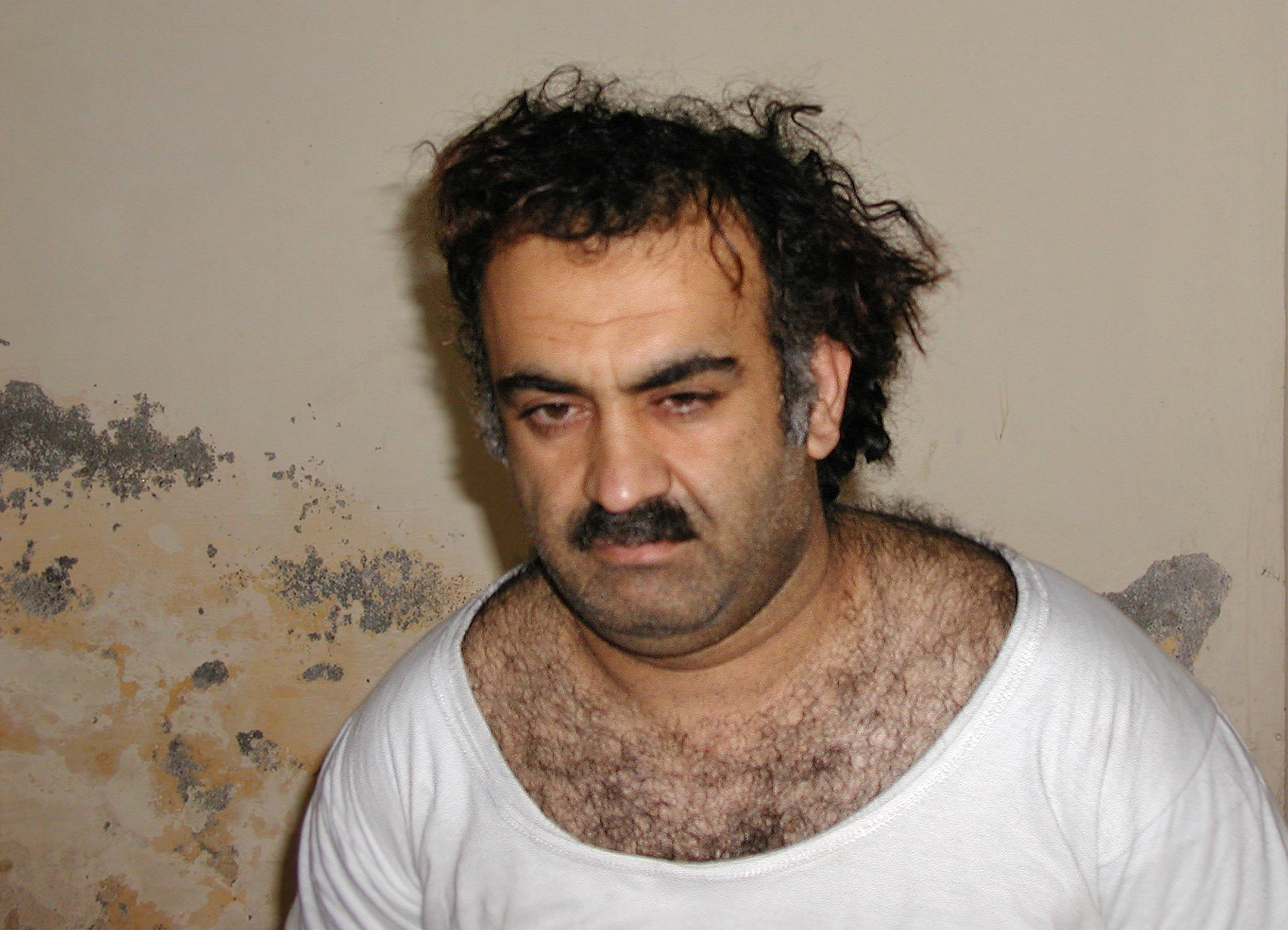
Chalid Scheich Mohammed nach seiner Festnahme im März 2003

Chalid Scheich Mohammed (arabisch خالد شيخ محمد Chālid Schaich Muhammad, DMG Ḫālid Šaiḫ Muḥammad, andere Transkription: Khalid Scheich Mohammed, englisch Khalid Sheikh Mohammed; geboren vermutlich am 1. März 1964 in Belutschistan) ist ein pakistanischer islamistischer Terrorist und gilt als Chefplaner der Terroranschläge am 11. September 2001 in den USA. Seit 2003 in Haft, wird er seit September 2006 ohne ein abschließendes Gerichtsverfahren im Lager Guantanamo von den jeweiligen US-Regierungen gefangen gehalten.

## Leben
Chalid Mohammed wurde in der pakistanischen Provinz Belutschistan geboren und lebte in seiner Jugend einige Jahre in Kuwait. Er trat im Alter von 16 Jahren der islamistisch-fundamentalistischen Muslimbruderschaft bei. Bald darauf kehrte er nach Pakistan zurück.
Von 1983 bis 1987 lebte er in den Vereinigten Staaten. Zunächst besuchte er das Chowan College, eine kleine baptistische Schule in Murfreesboro im US-Bundesstaat North Carolina. Später wechselte er an die North Carolina Agricultural and Technical State University, an der er Ingenieurwissenschaften studierte und 1986 graduierte. Danach arbeitete er bei Elektronik- und Kommunikationsfirmen.
1987 ging er nach Afghanistan, um mit seinen Brüdern Zahed, Abed und Aref gegen die sowjetische Invasion und Besatzung zu kämpfen. In Afghanistan begegnete er Abdul Rasul Sayyaf, dem Führer der Islamischen Union zur Befreiung Afghanistans (heute: Islamic Dawah Organisation of Afghanistan), mit dem er in den folgenden Jahren zusammenarbeitete.
1992 kämpfte er mit muslimischen Kämpfern in Bosnien und Herzegowina gegen die Serben und Kroaten und organisierte die finanzielle Unterstützung der Kämpfer. Danach zog Mohammed nach Katar, wo er eine Regierungsstelle als Projektingenieur im Ministerium für Elektrizität und Wasser erhielt. Neben seiner Tätigkeit für das Ministerium unterstützte er verdeckt weiterhin islamistische Terrorgruppen.
Ende 1994/Anfang 1995 hielt sich Chalid Scheich Mohammed auf den Philippinen auf. Dort verwendete er die Alias-Namen Abdul Madschid und Salim Ali und gab sich als saudi-arabischer oder katarischer Holz-Exporteur aus. Tatsächlich plante er aber gemeinsam mit Ramzi Yousef die Operation Bojinka. Der 9/11 Commission Report gab später an, dass Mohammeds Unternehmungen auf den Philippinen der erste Fall gewesen sei, in dem er aktiv an der Planung eines Terroranschlags beteiligt gewesen sei.
Um einer Festnahme durch US-Behörden zu entgehen, zog er 1996 erneut nach Pakistan.
Im August 2001 wurde Chalid Scheich Mohammed auf die Terroristen-Beobachtungsliste des FBI aufgenommen.

## Festnahme, Folter und Geständnisse
Chalid Scheich Mohammed wurde am 1. März 2003 von pakistanischen Sicherheitskräften in Rawalpindi festgenommen. In einem im Juni 2007 veröffentlichten Bericht vermutete der Sonderermittler des Europarats, Dick Marty, dass Mohammed möglicherweise am 7. März 2003 in einem geheimen CIA-Flug von Kabul nach Szymany in Polen transportiert wurde. Diese Vermutung wird durch einen Artikel der New York Times vom 22. Juni 2008 gestützt, in dem über die Vernehmungen Mohammeds berichtet wird.
Im April 2009 wurden von US-Präsident Barack Obama interne Papiere des Geheimdienstes CIA veröffentlicht, die die Existenz eines polnischen Geheimgefängnisses bestätigen und die belegen, dass Mohammed insgesamt 183-mal durch Waterboarding gefoltert wurde.
Im Verlauf der Verhöre gab Mohammed an, bei einem Treffen um die Jahreswende 1999/2000 in Afghanistan mit Mohammed Atta, Ziad Jarrah und Marwan Alshehhi, drei der mutmaßlichen Piloten der Terroranschläge vom 11. September, und Osama bin Laden dabei gewesen zu sein.

## Militärtribunal und Beweisführung
Scheich Mohammed übernahm im März 2007 vor dem Militärtribunal in Guantánamo die Verantwortung für die Anschläge am 11. September 2001 – sowie für Dutzende weitere Attentate und bisher teils unbekannte Terrorpläne. Er warf dem Tribunal der CIA Folter vor.
Chalid Scheich Mohammed gestand auch, den jüdisch-amerikanischen Journalisten Daniel Pearl in Karatschi eigenhändig enthauptet zu haben. Dieses Geständnis ist nicht gerichtsfest, weil es unter Anwendung von Folter (Waterboarding) erpresst wurde.
Eine Studie der Georgetown University im Januar 2011 belegt, dass Chalid Scheich Mohammed der Mörder von Pearl ist. Durch einen Abgleich verglichen sie die Hände des Mörders mit jenen von Chalid Scheich Mohammed und kamen anhand der Venen zum Schluss, dass es sich um die gleiche Person handeln muss. Der Untersuchung zufolge waren sich die ursprünglichen Entführer nicht einig, was sie mit Pearl anstellen wollten. Zeitweise hätten sie über eine Freilassung nachgedacht. Da schaltete sich den Erkenntnissen zufolge die al-Qaida-Spitze ein. Chalid Scheich Mohammed und zwei weitere Mitglieder hätten den Entführungsfall in ihre Hände genommen, wie mehrere Zeugenaussagen berichteten. Mohammed schnitt Pearl die Kehle durch. Durch einen Fehler seines Komplizen bei der Bedienung der Kamera konnte kein Propagandafilm erstellt werden. Um doch noch an eine Aufnahme zu kommen, stellte Mohammed der Untersuchung zufolge den Mord nach und schnitt dabei Pearl den Kopf ab.
Gemäß der Georgetown University waren 27 Menschen in die Entführung und den Tod von Pearl involviert, 14 von ihnen waren mit Stand 2011 noch auf freiem Fuß.
Mohammed hat insgesamt 31 Anschläge und Anschlagsversuche zugegeben. Bei einem geplanten Anschlag sollte auch Papst Johannes Paul II., während einer Philippinenreise, ermordet werden (Operation Bojinka). Weitere Pläne sahen die Ermordung der Ex-Präsidenten Carter und Clinton vor. Die Geständnisse werden aber auch teilweise mit Skepsis gesehen. Es könnte sich auch um Prahlerei oder um unter Folter zustande gekommene Aussagen handeln. Auch der russische Militärexperte Generalmajor Alexander Wladimirow bezweifelte den Wahrheitsgehalt der Aussagen von Chalid Mohammed. Er wies darauf hin, dass der Fall von einem Militärtribunal behandelt wurde, bei dem Chalid Mohammed sofort nach Urteilsverkündung hingerichtet werden konnte. In diesem Fall wäre eine unabhängige Überprüfung der Geständnisse unmöglich gewesen.
Der Mangel an öffentlicher Überprüfbarkeit der Verfahren war so hoch, dass selbst die Identität der Angeklagten im Militärtribunal begründet in Zweifel gezogen werden konnte. Von Scheich Mohammed hieß es, er sei gar nicht Anfang März 2003 verhaftet, sondern schon ein halbes Jahr zuvor mit Binalshibh gestellt und dabei erschossen worden. Nach einem Bericht der Asia Times Online wurde damals die Leiche von seiner Gattin identifiziert. Frau und Kind wurden vom pakistanischen Geheimdienst ISI in Gewahrsam genommen, ihr Verbleib heute ist unbekannt. Beim Prozess in Guantanamo durften die Medien keine Foto- und Filmaufnahmen machen.

## Strafverfahren
Am 11. Februar 2008 erhob die US-Regierung gegen Chalid und fünf andere Personen (Mohammed al-Kahtani, Ramzi Binalshibh, Ali Abdel Asis Ali, Mustafa Ahmed al-Hausaui und Walid bin Attasch) Anklage. Chalid wurde unter anderem beschuldigt, maßgeblich für die Terroranschläge am 11. September 2001 verantwortlich zu sein. Das Verfahren sollte vor einem als Militärkommission bezeichneten Sondergericht am US-Gefangenenlager Guantanamo Bay stattfinden. Gegen Chalid und die anderen Angeklagten wurde die Verhängung der Todesstrafe beantragt.
Die Anklage stützte sich unter anderem auf Aussagen Chalids, die im Zusammenhang mit dem Waterboarding entstanden sind. Das Sondergericht sollte zunächst darüber entscheiden, inwiefern die so erhaltenen Aussagen im Verfahren verwertet werden dürfen. Das US-Verteidigungsministerium zog am 13. Mai 2008 seine Anklage gegen Mohammed al-Kahtani zurück. Die zuständige Militärjustiz behalte sich aber eine Neuauflage des Falls vor, sagte Pentagon-Sprecher Jeffrey Gordon am 13. Mai 2008 in Washington.
Am 5. Juni 2008 begann in dem US-Gefangenenlager Guantanamo auf Kuba der erste Prozess gegen die restlichen fünf Angeklagten, die auch als «Guantanamo Five» bezeichnet werden und als mutmaßliche Drahtzieher der Terroranschläge vom 11. September 2001 verdächtigt werden. Dort sollten sie sich vor einer so genannten Militärkommission, einem eigens eingerichteten Sondertribunal der US-Armee, wegen Terrorismus, Verschwörung, Mord und Sachbeschädigung verantworten.
In einer gemeinsam mit vier Mitangeklagten abgegebenen Stellungnahme erklärte Chalid am 8. Dezember 2008 gegenüber dem Gericht, seine Beteiligung an den Anschlägen vom 11. September zuzugeben und auf weitere Verteidigung verzichten zu wollen. Der Prozess wurde jedoch unterbrochen, da US-Präsident Barack Obama die Fälle vor einem Zivil- statt vor einem Militärgericht verhandeln lassen wollte. Dies scheiterte jedoch am Widerstand des US-Kongresses, der finanzielle Mittel und die Verlegung der Terrorverdächtigen wegen Sicherheitsbedenken ablehnte. 2011 erlaubte Obama neue Militärprozesse in Guantánamo und bemühte sich u. a. um eine Reform der Sondertribunale, um die Rechte der Angeklagten zu stärken. Erzwungene Aussagen, die durch brutale Verhörmethoden herrühren, sind nicht mehr zulässig.
Mehr als drei Jahre nach Unterbrechung des Prozesses wurde dieser am 5. Mai 2012 gegen Chalid sowie Ramzi Binalshibh, Mustafa Ahmed al-Hausaui, Ali Abdel Asis Ali und Walid bin Attasch formell mit der Verlesung der Anklage vor einem Militärtribunal in Guantánamo wiederaufgenommen.
Anfang 2014 wurde ein offenbar bereits im Oktober 2013 verfasstes Schreiben bekannt, in dem Chalid Scheich Mohammed Gewalt als Mittel zur Verbreitung des Islam ablehnt.
Am 9. Februar 2017 wurde ein Brief Chalids veröffentlicht, den er 2015 an den damaligen US-Präsidenten Barack Obama schrieb. In diesem bekräftigt er seine Mittäterschaft an den Anschlägen vom 11. September 2001 und beschuldigt die USA, die eigentlichen Verursacher des islamischen Terrorismus zu sein.
Eine 2024 veröffentlichte Einigung auf ein Schuldbekenntnis unter Verzicht auf die Todesstrafe kam nicht zustande.